# 格魯希夫西卡古塔
50°48′10″N 26°50′37″E / 50.80278°N 26.84361°E
格魯希夫西卡古塔（烏克蘭語：Грушівська Гута），是烏克蘭西北部的村莊，隸屬里夫內州的里夫內區。該村始建於1629年，面積0.15平方公里，海拔高度191米，2001年人口65，人口密度每平方公里433.3人。